# Philby szirtifoglya
A Philby szirtifoglya (Alectoris philbyi) a madarak osztályának tyúkalakúak (Galliformes) rendjébe és a fácánfélék (Phasianidae) családjába tartozó faj.
Nevét St. John Philby brit felfedező után kapta.

## Elterjedése
Szaúd-Arábia délnyugati és Jemen északi részén honos.

## Megjelenése
Testhossza 333 centiméter. Csőre, szemgyűrűje és lába piros. Feje teteje, háta, szárnyai és farka kékesszürke. Arcrésze és torka fekete.

## Szaporodása
A fészekalja 5-8 tojásból áll, melyen 25 napig kotlik.

## Külső hivatkozások
- Képek az interneten a fajról
- Internet Bird Collection - videók a fajról